# Tripcode

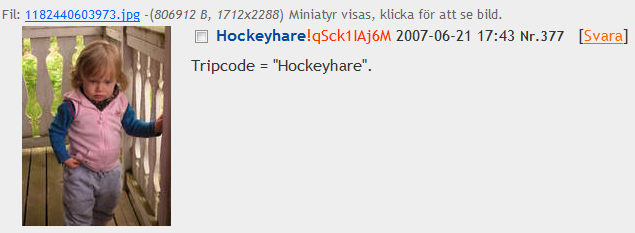
En tripcode, på bilden färgad röd, i detta fall identisk med namnet.

Tripcode är en metod för autentisering som inte kräver registrering i en databas. En tripcode är en hashad version av personens lösenord som visas upp för allmänheten för verifikation. En tripcode är ett resultat av en kryptografisk hashfunktion på sidans server, som vanligtvis får sin input från samma fält som namnet. Ett vanligt format är namn#tripcode, som i detta fall som ett exempel kan ge namn!3GqYIJ3Obs när det visas i en post. Utropstecknet (!) är en separator mellan namnet och tripcoden, men ibland ersätts den med ◆. Fördelen med en tripcode är att lösenordet i fråga inte behöver lagras på servern, utan kan jämföras av sidans egna medlemmar för att se om inlägg på ett (oftast anonymt) forum kommer från samma person, förutsatt att personen själv vill att det ska synas. Tripcodes är oftast frivilliga.